# Albert Schenker
Albert Schenker (* 1. Dezember 1899 in St. Gallen; † 1. Februar 1973 ebenda) war ein Schweizer Maler und Zeichenlehrer. Sein Werk umfasst Aquarelle, Temperamalerei, Fresken, Sgraffiti, Glasmalerei und Mosaike.

## Leben und Werk

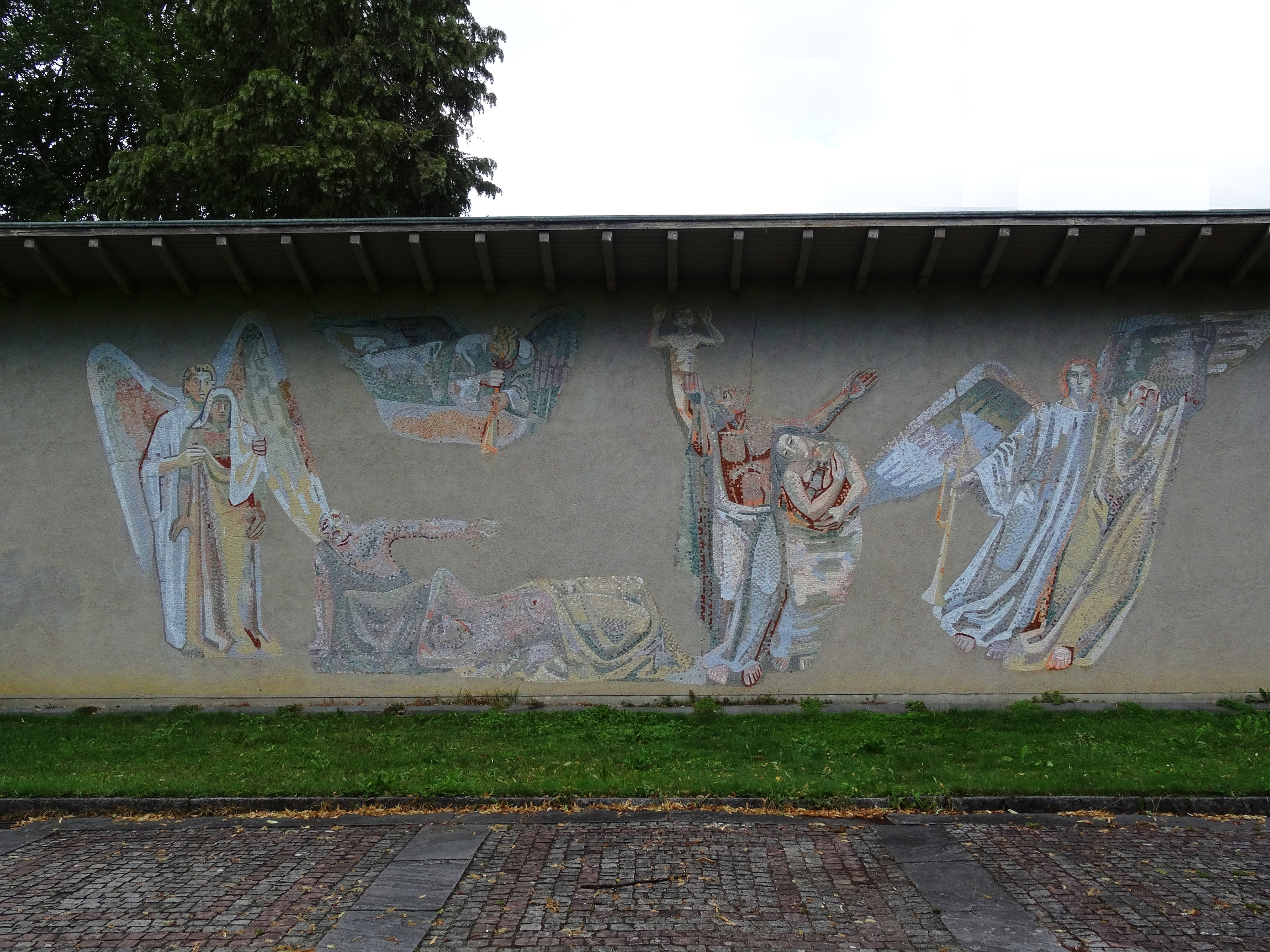
Mosaik. Friedhof Feldli, St. Gallen

Albert Schenker besuchte nach dem Gymnasium für drei Jahre die Gewerbeschule in St. Gallen, wo er u. a. von August Wanner unterrichtet wurde.
Nach einem kurzen Aufenthalt in Genf studierte er an der Kunstgewerbeschule Berlin und 1922/1923 Malerei an der Akademie der Bildenden Künste München.
Studienreisen führten Schenker nach Assisi und Padua, wo er sich der sakralen Kunst zuwandte. Wieder in St. Gallen unterrichtete er neben seiner eigenen künstlerischen Tätigkeit 30 Jahre als Zeichenlehrer am Missionshaus Untere Weid in Mörschwil.
Albert Schenker schuf zahlreiche Werke im öffentlichen Raum, so u. a. in den Kirchen von Bruggen, St. Georgen, Wil, Niederwil, Altstätten, Schmerikon, Uznach sowie die Ausgestaltung der Kirchen von Vadura. In Pfäfers, wo sein Bruder Viktor (1905–1996) Pfarrer war, malte er 1952 den Innenraum der Kapelle St. Evort aus.
Für den Friedhof Feldli in St. Gallen schuf Schenker den Mosaik-Entwurf auf Karton, der von 1949 bis 1951 vom Zürcher August Krebs ausgeführt wurde.
Albert Schenker erhielt 1959 den Anerkennungspreis der Stadt Gallen.